# Atentados de Catatumbo de 2025
Em 16 de janeiro de 2025, rebeldes do Exército de Libertação Nacional (ELN) lançaram vários ataques na Região do Catatumbo, na Colômbia, como parte da Campanha do Catatumbo. Mais de 100 pessoas foram mortas, outras ficaram feridas, foram sequestradas ou deslocadas.

## Antecedentes
A Campanha do Catatumbo tem sido um período contínuo de violência estratégica entre grupos de milícias na região desde janeiro de 2018, como parte da guerra contra as drogas. Foi desenvolvida após um acordo de paz em 2016 entre o governo colombiano (durante a Presidência de Juan Manuel Santos) e as Forças Armadas Revolucionárias da Colômbia (FARC–EP), como tentativa de encerrar o conflito colombiano. A existência da campanha foi oficialmente anunciada em agosto de 2019 após uma investigação da Human Rights Watch (HRW). Relatórios da mídia colombiana estimam que a campanha tenha afetado diretamente cerca de 145 000 pessoas, enquanto a HRW estima esse número em 300 000.

## Ataques
Os ataques foram perpetrados pelo ELN contra a Frente 33 dos dissidentes das FARC que permaneceram em combate após a suspensão das operações como grupo armado. O governador de Norte de Santander William Villamizar Laguado afirmou que civis foram capturados, cerca de duas dezenas de pessoas ficaram feridas, cerca de 20 000 deslocados devido ao surto de violência, e estimou que mais de 80 pessoas foram mortas. Ele descreveu a situação humanitária resultante como "alarmante". Segundo um relatório do governo, entre as vítimas estão o líder comunitário Carmelo Guerrero e sete pessoas que tentavam assinar um acordo de paz. Três pessoas envolvidas nas negociações de paz foram supostamente sequestradas.[carece de fontes?] Militantes do ELN estariam matando civis acusados de serem colaboradores dos dissidentes das FARC, sequestrando pessoas em suas casas e as executando nas ruas. Forças do governo conseguiram resgatar dezenas de civis e evacuá-los das áreas afetadas. Em 20 de janeiro, o número de mortos ultrapassou 100 após novos surtos de violência.

## Reações

### Domésticas
Em 17 de janeiro, o Presidente da Colômbia, Gustavo Petro, suspendeu as negociações de paz com o grupo como resultado dos ataques. O governo exigiu que o ELN cessasse todos os ataques e permitisse que as autoridades entrassem na região para fornecer ajuda humanitária. Em resposta aos confrontos com o ELN, Petro afirmou que o grupo "escolheu o caminho da guerra, e uma guerra eles terão".
Em 18 de janeiro, a cidade de Ocaña disponibilizou o coliseu da cidade para receber deslocados internos e pediu ao governo nacional que declarasse estado de emergência para enfrentar o conflito.
Em 20 de janeiro, o Presidente Gustavo Petro declarou um estado de emergência econômica e um estado de comoção interior, que concede ao poder executivo capacidades extraordinárias para restabelecer a ordem pública na região.
No mesmo dia, o governo do Departamento de Cesar enviou ajuda humanitária às cidades de González e Río de Oro, que fazem fronteira com a região do Catatumbo, prevendo a chegada de refugiados.
Ainda em 20 de janeiro, o prefeito de Cúcuta, Jorge Acevedo, informou que mais de 11 000 deslocados internos chegaram à cidade desde o início do conflito e pediu maior assistência ao governo nacional. Em 19 de janeiro, o Estadio General Santander de Cúcuta foi adaptado para receber refugiados.
Ainda em 20 de janeiro, autoridades da cidade de Bucaramanga anunciaram que avaliariam o estabelecimento de campos temporários para possíveis refugiados. As autoridades também informaram que enviariam ajuda humanitária à região do Catatumbo.

### Internacionais
Em 19 de janeiro, o Ministério do Interior da Venezuela declarou que prestou assistência a 812 refugiados na cidade fronteiriça de Jesús María Semprún, Estado de Zulia.